# Adam Page
Adam Page, pseudonimo di Stephen Blake Woltz (Halifax, 27 luglio 1991), è un wrestler statunitense sotto contratto con la All Elite Wrestling.

## Biografia
Stephen Woltz ha frequentato la Halifax County High School di South Boston (Virginia) dal 2005 al 2009. Nel 2012 si è laureato in scienze della comunicazione al Virginia Polytechnic Institute di Blacksburg (Virginia) e, fino al 2015, ha insegnato giornalismo alle scuole superiori.

## Carriera

### Circuito indipendente (2008–2018)
Woltz ha fatto il suo debutto nel wrestling nel 2008 sotto il ring name Adam Page. Il suo primo titolo è arrivato quando ha collaborato con Jason Blade per vincere il CWF Mid-Atlantic Tag Team Championship nel gennaio 2011. Dopo aver perso il titolo ad agosto, Page vinse il CWF Mid-Atlantic Heavyweight Championship l'anno successivo, prima di perderlo contro Kamakazi Kid nel maggio 2012. Negli anni successivi, Page vinse diversi campionati per promozioni regionali negli Stati Uniti. Nel settembre 2018, Page ha sconfitto Joey Janela in un Chicago Street Fight al pay-per-view di wrestling indipendente All In 2018.

### Ring of Honor (2011–2018)
Dopo circa tre anni nella scena indipendente, Adam Page ha debuttato nella ROH il 14 gennaio 2011, lottando fin da subito nella card intermedia fino al 2016: il 9 maggio di questo anno, infatti, Page ha effettuato un turn heel (in questa stessa occasione si è guadagnato il soprannome "Hangman" appendendo l'ex compagno Chris Sabin con un cappio) e si è unito al Bullet Club, partecipando attivamente all'incredibile aumento di fama della stable.
Il 20 agosto 2017 vince il suo primo titolo nella Ring of Honor, il ROH World Six-Man Tag Team Championship, sconfiggendo Dalton Castle e i suoi "Boys" assieme ai compagni del BC The Young Bucks (quando combattono assieme i tre adottano il soprannome "The Hung Bucks"); i tre manterranno il titolo fino al 9 marzo 2018, quando verranno sconfitti dai SoCal Uncensored (Christopher Daniels, Frankie Kazarian e Scorpio Sky). Page ha combattuto in diverse occasioni anche per il ROH World Television Championship, senza tuttavia riuscire a vincere il titolo.

### New Japan Pro-Wrestling (2016–2019)
Page ha debuttato nella federazione nipponica il 19 giugno 2016 all'evento Dominion 6.19 con il ringname Hangman Page come membro del Bullet Club; inizialmente ha lottato soprattutto in coppia con Yujiro Takahashi, arrivando anche a lottare per l'IWGP Tag Team Championship, ma poi ha partecipato come singolo anche a diversi tornei, come il G1 Climax del 2018.

### All Elite Wrestling (2019–presente)
Page debutta nella neonata federazione partecipando alla 21-Men Casino Battle Royale di Double or Nothing entrando con il jolly e portando a casa la vittoria, ottenendo così una title shot per l'AEW World Championship contro Chris Jericho.
Una settimana prima aveva affrontato in un evento della Wrestle Gate Pro Pac, da cui viene infortunato (kayfabe) al ginocchio.
Il 31 agosto 2019 affronta Jericho nel match per l'assegnazione dell'AEW World Championship a All Out, ma ne esce sconfitto.
Il 22 gennaio 2020, in coppia con Kenny Omega, batte i SoCal Uncensored conquistando l'AEW World Tag Team Championship. Questo è stato il primo cambio di titolo nella storia della federazione.
Il 29 febbraio successivo, a Revolution, Kenny Omega e Page hanno mantenuto il titolo contro gli Young Bucks in un match valutato 6 Stelle dal celebre giornalista Dave Meltzer.
Il 28 agosto 2020 è stato cacciato dall'Elite per aver impedito, in preda all'alcool, ai suoi amici, gli Young Bucks, di eseguire la Meltzer driver per progredire in un gauntlet match fra i primi 4 tag team del ranking valevole per una title shot ad All Out.
Ad All Out lui e Kenny Omega hanno perso i titoli contro gli FTR. Alla fine del match Omega era intenzionato a colpire Hangman con una sedia, ma poi si è limitato a non prenderlo mentre cadeva a terra.
A Full Gear Hangman ed Omega si sono sfidati per una title shot nell'episodio speciale Winter is coming.
All'inizio del 2021 Hangman è stato corteggiato dal Dark Order, effettuando dei match assieme a John SIlver ed Alex Reynolds, ma dice no alla proposta del gruppo.
Poi Hangman viene corteggiato da Matt Hardy, che prova a farlo cedere con l'alcool. Matt è sicuro che Hangman abbia firmato un contratto di management, ma invece ha firmato un money match per Revolution; se Hangman avesse vinto avrebbe ottenuto tutti i guadagni del primo trimestre di Matt. Dopo questo Matt e i suoi assistiti, i Private party, hanno assalito Hangman. Il Dark Order è intervenuto ed ha salvato Hangman.
A Revolution Hangman ha battuto Matt Hardy nonostante le continue interferenze dei Private party che hanno addirittura applicato su Hangman la loro finisher: la gin and juice (cutter).
Hangman è stato per tante settimane il numero 1 nel ranking, fin quando ha sfidato Brian Cage che ha prevalso su di lui grazie all'aggressione dei suoi compagni del team Taz prima del match, stabilendo così un match tra i 2 per Double or nothing, dove esce vittorioso.
A Road Rager, dopo aver salvato il Dark Order da un'aggressione, inizia una faida con i suoi ex compagni dell'Elite e a Fight for the Fallen si sono sfidati in un 10 man tag team match ad eliminazione per una title shot per l'AEW World Championship e per l'AEW World Tag Team Championship, dove è uscito sconfitto.
Nella puntata del 4 agosto di Dynamite speciale Homecoming viene aggredito dall'Elite che gli procura un infortunio (kayfabe) (Hangman in realtà aveva preso il congedo di paternità per la nascita del suo primo figlio).
Fa il suo ritorno il 6 ottobre  ad AEW Anniversary show entrando con il joker durante un casino ladder match con in palio una title shot per l'AEW World Championship a Full Gear, uscendone vittorioso.
Il 14 novembre a Full Gear sconfigge Kenny Omega e vince l'AEW World Championship; dopo quasi duecento giorni di regno Page perde il titolo contro CM Punk a Double or Nothing 2022 il 29 maggio.

## Vita privata
Stephen Woltz è sposato dal 2016 con una donna di nome Amanda, da cui ha avuto due figli.

## Personaggio

### Mosse finali
- Buckshot Lariat (Slingshot somersault lariat)
- Dead Eye (Back to belly piledriver)
- Turn the Page (Arm trap reverse STO) – 2008-2011

### Soprannomi
- "The Hangman"
- "The Hungman"
- "The Iron Horse"
- "The Problem Solver of Bullet Club"

## Titoli e riconoscimenti
- All Elite Wrestling
  - AEW World Championship (2)

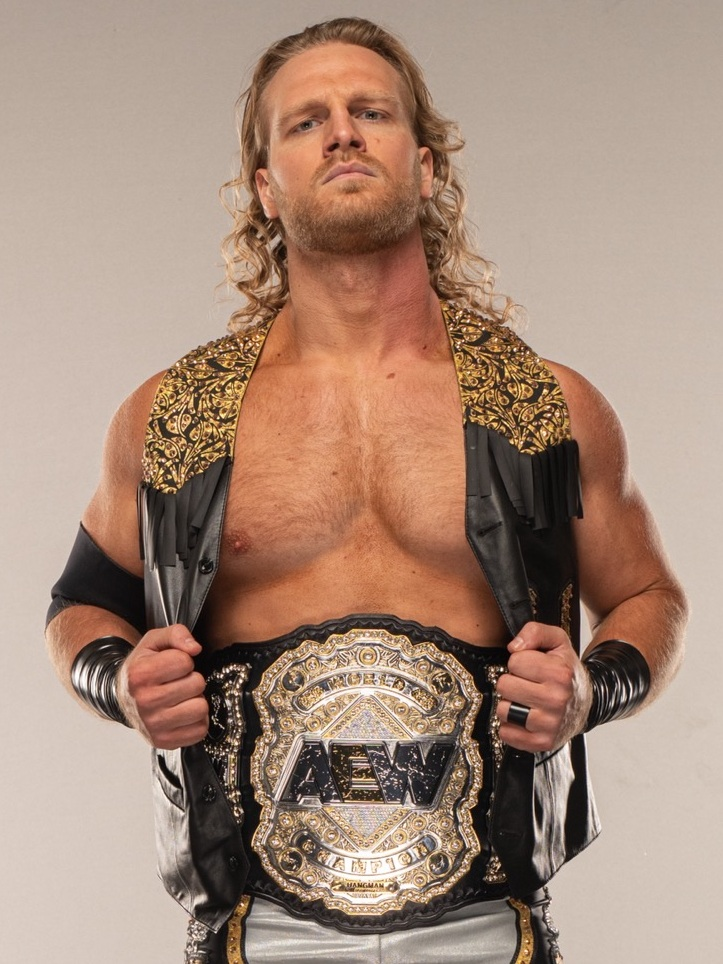
Adam Page come AEW World Champion

  - AEW World Tag Team Championship (1) – con Kenny Omega
- Allied Independent Wrestling Federations
  - AIWF North American Tag Team Championship (1) – con Jason Blade
- Carolina Wrestling Federation Mid-Atlantic
  - CWF Mid-Atlantic Heavyweight Championship (1)
  - CWF Mid-Atlantic Tag Team Championship (1) – con Jason Blade
- Première Wrestling Xperience
  - PWX Tag Team Championship (2) – con Corey Hollis
- Pro Wrestling Illustrated
  - 44º tra i 500 migliori wrestler singoli nella PWI 500 (2019)
- Ring of Honor
  - ROH World Six-Man Tag Team Championship (1) – con The Young Bucks
- Wrestle Force
  - Wrestle Force Tag Team Championship (1) – con Corey Hollis
- Wrestling Observer Newsletter
  - Most Improved (2018)
  - 6 Star Match (2020) – con Kenny Omega vs. The Young Bucks